# Poecilanthe effusa
Poecilanthe effusa är en ärtväxtart som först beskrevs av Huber, och fick sitt nu gällande namn av Adolpho Ducke. Poecilanthe effusa ingår i släktet Poecilanthe och familjen ärtväxter. Inga underarter finns listade i Catalogue of Life.